# Ai margini della galassia
Ai margini della galassia (The still, small voice of trumpets) è un romanzo di fantascientifico del 1972 scritto da Lloyd Biggle jr.
È il numero 17 della serie Cosmo. Collana di Fantascienza.

## Trama
Jeff Forton, ispettore culturale dell’Interplanetary Contact Bureau, viene inviato in missione sul pianeta Gurnic per vedere se quel pianeta è già in grado di unirsi alla federazione dei pianeti. L'Ente per cui lavora Forton ha come prima regola: "La democrazia imposta dall'esterno è la più grave forma di tirannia", per cui l'Ente invia personale addestrato, per innescare rivoluzioni e indurre governi a loro favorevoli (un Governo canaglia). La condizione è che tutti i paesi del pianeta abbiano “un governo democraticamente eletto” e questo sembra possibile su Guarnir. Guarnir ha solo due continenti, Larnor e Kurr. Forton deve inizialmente lavorare su Larnor, in cui deve portare una rivoluzione nella monarchia Kurr senza osare troppo. Questo non è un compito facile, dal momento che la monarchia ha resistito per 400 anni sotto i vari monarchi che si sono avvicendati.Il monarca Re Rovva tiene il suo popolo sotto di esso tagliando la mano destra almeno per negligenza o insurrezione e bandendo la persona interessata in uno dei villaggi dove vivono solo persone con una sola mano. Inoltre, il monarca non permette alcuna nuova tecnologia. L’inviato sembra voler portare a termine tutto attraverso le regole, mentre Forton vede solo un’opportunità di completare il processo di democratizzazione, solo violando tutte le regole. Forton va sottoterra nascondendo il personale a Kurra (capitale di Kurr) e cerca di far ribellare invano le persone sottomesse. Essi sembrano contenti della monarchia. Anche quando Forton indica l’impossibilità di praticare la bella arte della pittura e della musica che la popolazione di Kurra produce, la popolazione non si rivolta. Tutto cambia quando Forton partecipa a un'esibizione del musicista Tor, un maestro di Toril (uno strumento a corde). Ad un concerto, dove il monarca è presente, questo Tor fa qualcosa di sbagliato, il re decide di fargli tagliare la mano destra. Questa star della musica viene bandita in uno dei villaggi dei reietti. Forton, rattristato per motivare il musicista a suonare di nuovo (non sul toril, questo poiché servono due mani per suonarlo) ma su un tubo di metallo che è stato trasformato in una sorta di tromba. Tor è così ispirato che insegna a ogni persona con una sola mano che vuole imparare a suonare la tromba. I trombettieri danno un concerto nella capitale, il re non vuole udirtene e proibisce tutta la musica per tromba; questo porterà la rivoluzione del popolo del Kurr e il successo della missione per Forton.

## Personaggi
- Jef Forton: Intendente culturale dell'Ente relazioni interplanetarie
- Wern Rastadt: Coordinatore su Gurnic dell'Ente relazioni interplanetarie
- Blagdon Weeler: Vice di Rastadt
- Ann Cory: agente dell'Ente relazioni interplanetarie
- Paul Leblanc: agente dell'Ente relazioni interplanetarie
- Re Rovva: Re del Kurr

## Edizione
- Lloyd Biggle jr, Ai margini della galassia, a cura di Riccardo Valla, collana Cosmo. Collana di Fantascienza n° 17, traduzione di Paulette Peroni, Milano, 1972  [1968],  p. 167.